# 羅文藻
羅 文藻（ら ぶんそう）は、清代におけるカトリック司祭・司教。字は汝鼎、号は我存。中国人最初の司教である。

## 入信と叙階
1633年（崇禎6年）、ドミニコ会宣教師ホアン・モラレス（P.Juan Bautista Morales、中国名:黎玉范）神父とフランシスコ会アントニオ・デ・サンタマリア・カバレロ（Antonio de Santa Maria Caballero, OFM、中国名:利安当）神父が福安で布教活動を行っていた時点で、羅文藻はすでに教会の求道者であった。1633年から1640年（17歳から24歳）の間に、カバレロ神父は羅文藻に洗礼を授けた。洗礼名の「グレゴリウス」その修道会が属する省名である「聖グレゴリウス」省を記念して命名された。その後羅文藻はカバレロ神父に従って伝道師となり、南京での布教活動を目指すが失敗し、再び福建に戻った。1636年（崇禎8年）に、カバレロ神父に従い台湾で布教活動に従事、1637年（崇禎10年）6月20日にはガスパル・アレンダ（P.Gaspar Alenda、中国名:雅蘭達）とホアン・デ・サン・マルコス（P.Juan de San Marcos、中国名:馬若望）の2人の神父に従って福建から北京へ出発し、そこでイエズス会士アダム・シャール（中国名：湯若望）は彼等を朝鮮への宣教派遣を計画した。だが北京では迫害に遭遇し、3人は護送されて福安に戻り、寧徳で23日間拘留され、その後流刑によりマカオに流された。1639年（崇徳4年）には中国各省で迫害が発生、羅文藻はカバレロ神父に従いフィリピンのマニラに赴いた。1650年にマニラでドミニコ会に入会する。その後、1652年のまでの間に中国とフィリピンを往来して教務を助け、並びにマニラの聖トマス学院で神学と哲学を学習する。1654年5月29日から6月30日までに相次いで剃髪式、侍者、副助祭と助祭叙階の秘跡を受け、同年7月4日にマニラのポブレーテ（Mons. Poblete）司教によって司祭に叙階される。翌年に福建の故郷に戻った。

## 迫害と司牧
1664年（康熙3年）に、楊光先は迫害を発動し、翌年には全国の数十名のヨーロッパの宣教師が広州に監禁され、ただ羅文藻神父一人が自由に行動出来た。そのため、1665年から後の3年間、羅文藻は一人で中国全土の教務を支え、福建・浙江・江西・広東・山西・河北・山東・江蘇・安徽・湖南・四川の諸省に赴いた。功績は著しく、およそ五千人の成人に洗礼を授けた。当時の安南・マカオ・フィリピン等の各地の司教や神父は教皇に意見書を出して羅文藻を司教に推薦した。1673年7月30日に教皇庁福音宣教省は中国に関する特別会議を開き、その内容は羅文藻をバチカンの代牧の列に加える決定をするかどうかであった。同年10月2日に別の会議を開き、最後に教皇に中国人ドミニコ会士羅文藻を司教にし、直接教皇庁に所属する代牧として任命し派遣すること請求する決議をした。1674年1月4日に教皇クレメンス10世は羅文藻を南京代牧に委任し、河北・河南・陝西・山東・山西および朝鮮の教務を兼務させた。そして、司教が胸に付ける十字架、司教のリングを送ることで羅神父への愛護を示した。
委任の初めには、羅神父は辞退し、1677年初めに本来はシャム（タイ）に行って司教叙階を受ける時に、辞退する手紙を書いて中国とシャムの司教に教皇への転送を托したが、航路は遠いので、上述した司教の返信は福安まで届く術がなかった。最終的に辞退は教皇庁の認可を得られず、司教叙階も様々な原因によりますます困難になっていった。1679年に教皇インノケンティウス11世は再び聖座の意向を表明し、この時には羅神父は委任を受託したが、教皇の任命状は遅れに遅れて届かなかった。1685年にフランシスコ会のベルナルディヌス・デ・ラ・キエザ（Bernardinus della Chiesa、中国名:伊大任）司教が中国に来て、同年の4月8日に羅神父は広州で司教叙階を受けた。

## 晩年
羅司教は1688年8月1日に、南京で3人の中国人（呉漁山・劉蘊徳・万其淵）を司祭に叙階し、彼等は全てイエズス会士であった。1688年3月29日に教皇庁福音宣教省は、羅司教に継承権のある司教を自由に選択して良いという指示を与えたが、この権利を中国人神父を後継者にするのに使わずに、イタリア人のジュアン・フランシスコ・デ・レオニッサ神父（Juan Francisco de Leonissa）を後任に推挙した。1690年に教皇庁は、北京と南京にそれぞれ独立した司教区を置くことを宣布し、羅文藻は南京教区司教の任に就いた。1691年2月27日に南京で世を去った。

## 記念
- 中華民国（台湾）の高雄市には司教の名前を冠した文藻外語学院がある。